# Appleby-in-Westmorland
Appleby-in-Westmorland è un paese di 2.500 abitanti della contea del Cumbria, in Inghilterra.